# 大象泰克
大象泰克（Tyke）是一頭來自莫三比克的雌性非洲草原象，曾在美國夏威夷檀香山的國際馬戲團表演。
1994年8月20日，大象泰克在尼爾·布萊斯德爾中心（Neal S. Blaisdell Center）的一場表演中，她殺死了馴象師艾倫·坎貝爾（Allen Campbell），並重傷了美容師達拉斯·貝克維斯（Dallas Beckwith）。泰克隨後逃離尼爾·布萊斯德爾中心，在卡卡阿科中央商務區的街道上奔跑了超過三十分鐘。當地警方無法安撫泰克，於是向大象開槍，泰克因傷勢過重倒地不治身亡。雖然競技場內的大部分襲擊過程都被幾名觀眾用家庭錄像記錄了下來，但專業錄像還捕捉到了公關人員史蒂夫·平野遭到大象泰克襲擊以及大象泰克被槍殺的場景（這兩起事件均發生在競技場外）。

## 後續影響
夏威夷事故發生後，大象泰克成為了馬戲團悲劇和動物權利的象徵。訴訟對象包括檀香山市、夏威夷州、國際馬戲團、泰克的所有者小約翰·庫尼奧（John Cuneo Jr.）以及庫尼奧的公司山楂公司。
檀香山律師威廉·芬頓·辛克代表眾多原告起訴了庫尼奧，其中包括目睹大象死亡後遭受心理創傷的兒童。雖然訴訟庭外和解，但賠償金額的細節並未公開。為了表彰威廉·芬頓·辛克在泰克案中的貢獻，夏威夷動物權利組織將其「無辜者獎」更名為「威廉·芬頓·辛克動物保護獎」。

## 外部連結
- YouTube上的Why Did Tyke the Elephant Have to Die? Ask a Mortician
- YouTube上的Tyke the Elephant's Last Day on Earth
- Sirkten Kaçıp Sokaklarda Koştururken 86 Kurşun Yiyen Fil "Tyke" nin Hikayesi